# Pescăruș cu ochelari
Pescărușul cu ochelari (Ichthyaetus leucophthalmus) este o specie de pasăre din familia Laridae endemică pentru Marea Roșie. Cea mai apropiată rudă a sa este pescărușul brun (Ichthyaetus hemprichii). Specia este clasificată de IUCN în categoria „preocupare minoră"; presiunea umană și poluarea cu petrol sunt considerate principalele amenințări. Ca și în cazul multor pescăruși, specia a fost inclusă în mod tradițional în genul Larus.